# Roma (1938)
Roma byla italská bitevní loď, postavená pro italskou Regiu Marinu v průběhu druhé světové války. Loď patřila do druhé dvojice (Roma, Impero) bitevních lodí třídy Littorio. Její sesterská loď Impero však nebyla nikdy dokončena.
Byla postavena v Terstu. Jednalo se o elegantní, dobře pancéřovanou a silně vyzbrojenou loď. Loď vstoupila do služby v červnu roku 1942, její kariéra však byla o málo delší než pouhý rok.
Po italské kapitulaci v roce 1943 pluly italské moderní bitevní lodě Vittorio Veneto, Italia (ex Littorio) a Roma (vlajková), doprovázené zbytky italských velkých válečných lodí, na Maltu k internaci. Cestou je pomocí kluzákových pum Fritz X napadly německé bombardéry Do 217 K-2 z III./KG 100 a docílily tří zásahů. Jednou pumou zasažená Italia byla těžce poškozena. Romu zasáhly dvě pumy; první pronikla trupem lodi v jejím středu a explodovala pode dnem, zatímco druhá zasáhla přední sklady munice (dopadla v prostoru mezi můstkem a druhou dělovou věží), které přivedla k výbuchu. Loď se po výbuchu rozlomila a potopila.